# Murad II
Murad II (in turco ottomano: مراد ثانى Murād-ı sānī; Amasya, 16 giugno 1404 – Edirne, 3 febbraio 1451) è stato un sultano ottomano, che regnò dal 1421 fino al 1444 e poi di nuovo dal 1446 fino al 1451.
Il regno di Murad II fu contrassegnato dalla guerra che fu a lungo combattuta contro i cristiani nei Balcani e contro gli emirati turchi dell'Anatolia; tale conflitto durò per venticinque anni. Murad II ascese al trono dopo la morte di suo padre Mehmed I. Sposò, fra le altre, Mara, figlia di Đurađ Branković, re di Serbia.

## Primi anni
Murad nacque il 16 giugno 1404 dal sultano Mehmed I. L'identità di sua madre è controversa. Secondo lo storico del XV secolo Şükrullah, la madre di Murad era una concubina. Hüseyin Hüsâmeddin Yasar, uno storico dell'inizio del XX secolo, scrisse nella sua opera Amasya Tarihi, che sua madre era Şahzade Hatun, figlia di Divitdar Ahmed Pasha. Tuttavia, la quasi totalità degli storici ritiene che sua madre fosse Emine Hatun, figlia di Nasreddin Mehmed, sovrano dei Dulqadiridi.
Trascorse la sua prima infanzia ad Amasya. Nel 1410 Murad arrivò insieme a suo padre nella capitale ottomana, Edirne. Dopo che suo padre salì al trono ottomano, fece Murad Sanjak-bey del Sangiaccato di Amasya. Murad rimase ad Amasya fino alla morte di Mehmed I nel 1421. Fu riconosciuto solennemente come sultano del sultanato ottomano a sedici anni, cinto con la spada di Osman a Bursa, e Murad II versò un importante donativo agli ufficiali dell'esercito ottomano perché lo accettassero volentieri come nuovo sultano.

## Il doppio attacco su Costantinopoli e su Tessalonica

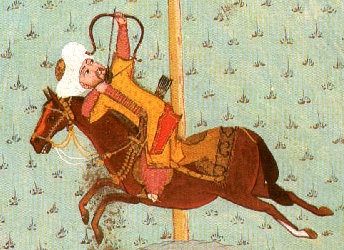
Murad II rappresentato quale abile arciere, 1523

Sotto il suo regno l'Impero ottomano si rafforzò molto, conquistò molti territori, e arrivò fino alle porte di Costantinopoli, capitale dell'ormai decaduto Impero bizantino. Nel 1422 Murad organizzò un doppio attacco: uno verso Costantinopoli e l'altro contro Tessalonica, la seconda città più grande dell'impero bizantino.
L'assedio di Costantinopoli si rivelò tuttavia una disfatta per gli Ottomani, perché i bizantini, inferiori agli ottomani nelle battaglie campali, avevano in compenso potenziato l'apparato difensivo della loro capitale fino a renderla praticamente inespugnabile. Le mura di Costantinopoli erano solidissime; in più i bizantini si erano dotati dei primi cannoni, un'arma innovativa agli inizi del XV secolo.

L'artiglieria di Murad risultò inefficace contro le possenti mura costantinopolitane; ai bizantini bastò difendersi con i cannoni e con il noto fuoco greco (che ancora oggi non è noto come venisse prodotto).
L'esercito di Murad dovette sgomberare il terreno in quello stesso anno, non avendo ottenuto nulla, invece a Tessalonica l'assedio continuò. Quando la città fu alla fame, Andronico Paleologo si rivolse disperato ai veneziani cui cedette le chiavi della città (1423).
I veneziani cominciarono a portare viveri e nuove forze fresche, per ovviare alla scarsità di quelle bizantine. La popolazione però fu scontenta di aver perso la propria indipendenza. Il sacrificio di Andronico, fatto per salvare la popolazione, alla fine non servì. Andronico, ritiratosi da ogni incarico pubblico, morì in un convento nel 1429.

L'anno seguente (1430) la città capitolò nelle mani degli Ottomani. Murad era dunque riuscito in uno dei suoi obiettivi ma c'era voluto molto tempo e grande sforzo per conseguirlo. In ogni caso la caduta di Tessalonica fu un duro colpo per l'ormai pericolante Impero bizantino.

## La crociata di Varna

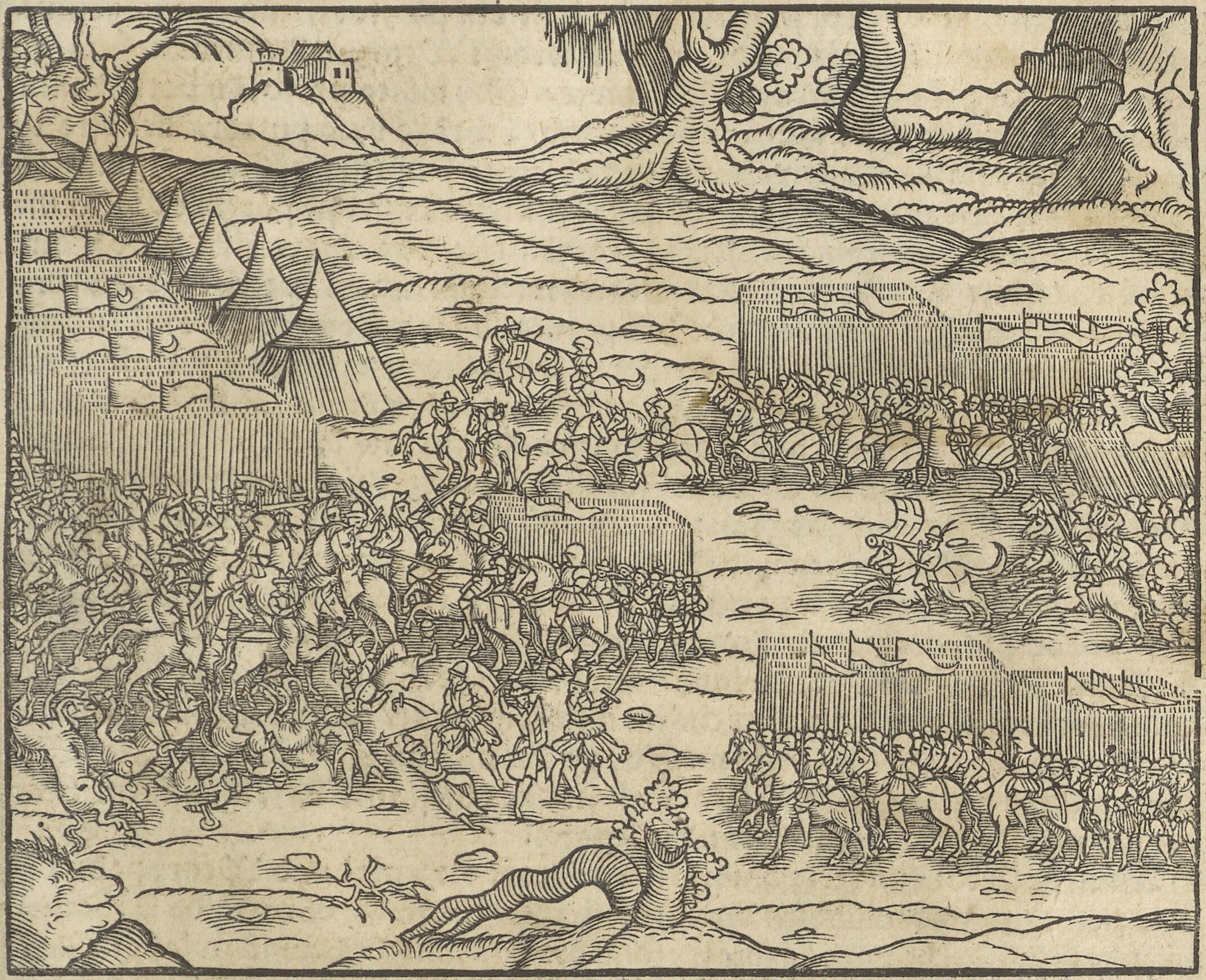
Una rappresentazione del 1564 della battaglia di Varna.

Nel 1438 l'Imperatore bizantino Giovanni VIII Paleologo, si recò al Concilio di Ferrara per richiedere aiuti al papa contro gli ottomani, offrendo in cambio la riunificazione della chiesa cattolica con quella ortodossa; il papa accettò. E per mantenere la promessa Papa Eugenio IV proclamò nel 1443 una nuova crociata in aiuto dell'Impero bizantino. Fu formata una lega cristiana, con al comando il re d'Ungheria e Polonia, Ladislao III di Polonia, il condottiero ungherese Giovanni Hunyádi e il principe serbo Giorgio Branković.
Per il sultano Murad le cose si stavano mettendo male. I crociati stavano avanzando velocemente nei Balcani e la cosa peggiore era che stavano avendo molte vittorie contro il suo popolo: Giorgio Branković era penetrato con il suo esercito in Bulgaria conquistando Nissa e Sofia, e infliggendo ingenti perdite alle truppe di Murad, con il risultato che queste ultime si dovettero ritirare.
I continui successi dei cristiani preoccuparono molto il sultano Murad, tanto che egli firmò un trattato di pace ad Adrianopoli in cui stipulava che l'Impero ottomano per dieci anni non avrebbe più attaccato nessun paese cristiano, e avrebbe dato dei territori all'Ungheria e alla Serbia.
Ma questa pace non soddisfece il papa Eugenio IV, secondo il quale tutta l'area dei Balcani sarebbe dovuta essere liberata dal controllo degli ottomani, quindi tutti i trattati fino ad allora che erano stati firmati furono annullati.
Il re di Ungheria fu convinto a riprendere la guerra, anche perché Venezia all'inizio della "crociata" dispiegò subito in mare la sua potente marina, disponendola tra i Balcani e l'Asia minore, in modo da dividere in due l'Impero ottomano. Quando però Murad II venne a conoscenza delle manovre dei cristiani, non esitò a radunare tutto il suo esercito e a farlo sbarcare nei Balcani, senza che la marina veneziana potesse reagire e attaccare.
Il 10 novembre 1444 ebbe luogo la decisiva battaglia di Varna, durante la quale l'esercito cristiano, molto più piccolo di quello ottomano, fu annientato. Durante l'infuriare della battaglia persero la propria vita il sovrano di Ungheria e Polonia e il legato papale. Murad aveva ottenuto una grandissima vittoria, e ora che aveva combattuto i cristiani, logicamente era stato stracciato il trattato di non belligeranza contro i paesi cristiani per dieci anni, e grazie a questa vittoria l'Impero ottomano avrebbe potuto continuare indisturbato la sua espansione nei Balcani.
Subito dopo questa vittoria Murad diede una lezione ai bizantini, che stavano espandendo il loro potere in Morea sotto la guida del futuro Imperatore Costantino XI Paleologo. Per castigarli, il sultano turco saccheggiò prima Atene, che era in mano ancora ai crociati, e obbligò questi a diventare suoi vassalli tributari, e poi scese in Morea, e la fece vassalla tributaria.
Nel 1450 Murad II insieme a un suo esercito, avanzò in Albania e assediò più volte, senza avere risultati, il castello di Croia, nel tentativo di sconfiggere il maggiore esponente di quella resistenza: Skanderbeg.
Murad II si ammalò, e morì nel 1451 a Adrianopoli (ove aveva da poco ordinato la costruzione di una nuova residenza dinastica), gli succedette il figlio Mehmet II, che decreterà la fine dell'impero bizantino con la caduta di Costantinopoli nel 1453.

## Famiglia

### Consorti
Murad II aveva almeno sei consorti:
- Tacünnisa Halime Hatice Hatun (? - 1440). Chiamata anche Alime Hatun o Sultan Hatun. Figlia di Isfendyar Bey, sposò Murad nel 1425.
- Hüma Hatun (? - settembre 1449). Madre di Mehmed II, fu a lungo creduta una principessa francese, informazioni poi sfatata. Secondo la tradizione, era di origini italiane e/o ebraiche e il suo nome originale era Stella o Ester.
- Mara Despina Hatun (c. 1420 -14 settembre 1487) Nata Mara Branković, figlia del despota di Serbia Durad Branković. Fu la moglie legale di Murad, che sposò nel settembre 1435. Non si convertì mai all'Islam, rimanendo cristiana. In Europa divenne nota come la Sultanina, Sultana Maria o Amerissa. Considerata la "madre adottiva" di Mehmed II, che la rispettava molto e la chiamava così nei documenti ufficiali.
- Hundi Ümmügülsüm Hatun (? - 14 febbraio 1486). Secondo alcune fonti, si trattava di due consorti distinte.
- Yeni Hatun. Figlia di Şadgeldi Paşazade Mustafa Bey.
- Hatice Hatun (? - ?). Figlia di Taccedin Ibrahim II Bey, fratello di Halime, e della sua prima moglie[8]. Sposò Murad nel 1440, in sostituzione della zia morta poco prima. Dopo la morte di Murad e del figlio che gli aveva dato, giustiziato dal fratellastro Mehmed II, venne fatta risposare a Ishak Pasha, da cui ebbe altri cinque figli e tre figlie.

### Figli
Murad II aveva almeno otto figli:
- Şehzade Ahmed (1419 - 1420). Detto anche Büyük Ahmed (Ahmed il maggiore).
- Şehzade Alaeddin Ali (1425 - giugno 1443) - con Hundi Ümmügülsüm Hatun[9]. Figlio prediletto di Murad, fu governatore di Manisa e Amasya. Nel 1443 prese parte alla spedizione di Karaman e morì durante il rientro per una caduta da cavallo. Sepolto nel complesso Muradiye di Bursa. Aveva una consorte nota, Yeni Hatun, e due figli: Şehzade Giyaşüddin (1441-1445) e Şehzade Taceddin (1442-1443).
- Şehzade Isfendiyâr (1425-1425) - con Halime Hatun.
- Şehzade Hüseyn (? - 1439). Morto infante.
- Şehzade Orhan (? - 1441). Morto durante l'infanzia.
- Mehmed II il Conquistatore (1432 - 1481) - con Hüma Hatun. Sultano dell'Impero ottomano dopo suo padre e conquistatore di Costantinopoli.
- Şehzade Hasan (? - 1444). Morto durante l'infanzia.
- Şehzade Ahmed (maggio 1450 - 18 febbraio 1451) - con Hatice Hatun. Detto Küçük Ahmed (Ahmed il minore). Ucciso da Mehmed II mentre sua madre si congratulava con lui per la salita al trono. In seguito, legalizzò il suo gesto con la promulgazione della famigerata "Legge del fraticidio".

### Figlie
Murad II aveva almeno sei figlie:
- Hundi Hatun (1423 - ?) - con Hundi Ümmügülsüm Hatun[10]. Chiamata anche Erhundi Hatun. Sposò prima Mirahur İlyas Bey e poi Yaqub Bey, precettore reale di Şehzade Cem, figlio di Mehmed II.
- Hatice Hatun (1425 - dopo il 1470) - con Hüma Hatun. Sposò Candaroğlu İsmail Kemaleddin Bey e ebbe tre figli: Hasan Bey (che sposò sua cugina Kamerhan Hatun, figlia di Mehmed II, da cui ebbe una figlia, Hanzade Hatun), Yahya Bey e Mahmud Bey, dai quali ebbe una discendenza tracciabile fino al regno di Abdülmecid I nel XIX secolo. Nell'agosto 1470, si risposò con Isa Bey.
- Hafsa Hatun (1426 - ?). Sposò suo cugino Karamanoğlu Kaya Bey, figlio di sua zia Ilaldi Sultan Hatun, figlia di Mehmet I. Hanno avuto un figlio, Karamanoğlu Kasim Bey.
- Fatma Hatun (1430 - dopo il 1464) - con Hüma Hatun. Sposò Zağan Mehmed Paşah ed ebbe due figli: Hamza Bey e Ahmed Çelebî, che sarebbe diventato un importante consigliere di suo cugino Bayezid II. Dopo aver divorziato nel 1462, sposò Mahmud Çelebi.
- Şahzade Selçuk Hatun (1430 - 21 ottobre 1480). Si sposò due volte, prima con Güveyi Karaça Paşah e poi con Yusuf Sinaneddin Paşah. Fu sepolta accanto a Şehzade Alaeddin Ali.
- Ilaldi Hatun. Sposò Kasim Bey, figlio di Isfendyaroghlu di Sinop.

## Cultura popolare
- Murad II è interpretato da İlker Kurt nel film Fetih 1453 del 2012.
- Murad II è interpretato da Vahram Papazian nel film albanese Skanderbeg l'eroe albanese del 1953.
- Murad II è interpretato da Tolga Tekin nella serie Netflix del 2020 Rise of Empires: Ottoman.